# Arhaik
| Eon Arhaika pred 4000–2500 milijoni let Fan. Proterozoik Arhaik Had |
| Umetnikov vtis o eonu arhaika. |
| Geološka časovna lestvica-4500 —–-4000 —–-3500 —–-3000 —–-2500 —–-2000 —–-1500 —–-1000 —–-500 —–0 —HadArhaikProterozoikFanerozoikEoPaleoMezoNeoPaleoMezoNeoPaleoMezoKeno Merilo: milijoni let |

Arhaik (nekoč imenovan arheozoik) je geološki eon pred proterozoikom. Končuje se pred 2,5 milijarde let (2.500 Ma), kar je kronometrično in ne stratigrafično osnovana točka; obstaja mnogo različnih podatkov o času pričetka arhaika, a je navadno določen pred 3,8 milijarde let oziroma ob nastanku prvih kamnin.
V začetku arhaika je Zemlja oddajala trikratno vrednost današanje toplote in dvakratno ob njegovem koncu. Večina danes obstoječih kamnin iz tega obdobja so metamorfne in predorninske magmatske kamnine. Ognjeniška aktivnost je bila mnogo večja od današnje. V času arhaika je bila prevladujoča tekoča voda, prostih atomov kisika pa skoraj ni bilo.

## Geologija
Četudi je znanih nekaj starejših mineralnih zrn, so najstarejše kamnine na Zemljinem površju iz obdobja arhaika ali za spoznanje starejše. Te arhaične kamnine je najti na Grenlandiji, na Kanadskem ščitu, v zahodni Avstraliji ter na jugu Afrike. Kamnine tega eona kljub vsemu sestavljajo le 7 % svetovnih kratonov, celoten delež današnje zemeljske skorje iz arhaika pa je ocenjen na 5 do 40 %. Danes vidne kristalinske ščite oziroma kratone iz arhaika pretežno sestavljajo granit, diorit in nekatere druge kamnine.
Tektonika zgodnjega arhaika je bila po nekaterih sklepanjih krepkejša in je zaradi večje toplote Zemlje povzročala hitrejše geološke cikle, kar bi lahko preprečevalo nastanek celin vse do ohladitve in delne strditve zemeljske skorje. Temu nasprotne znanstvene trditve pa govorijo o premajhni gostoti celinske zemeljske skorje (sial) in da je zato majhna količina arhaičnih kamnin na površju le posledica kasnejših erozijskih procesov. Vsekakor pa do poznega arhaika površje Zemlje ni poznalo večjih celin, pač pa le posamezne majhne protokontinente, nastale nad vročimi točkami.
Tektonika planeta bi lahko postala podobna današnji do konca arhaika, saj obstaja več dokazov o danes znanih geoloških pojavih, kot ognjeniški loki, srednjeoceanski hrbti, trki kamnin in orogenetski procesi.

## Življenje v arhaiku
Arhaik je obdobje prvih oblik življenja na planetu. Zlasti iz poznega arhaika je najti mnoge fosile stromatolitov in drugih prokariontov. Tudi če je življenje evkariontskih celic v tistem času obstajalo, takšni fosili niso bili najdeni.